# Raadhuistoren (Krakau)
De Raadhuistoren (Pools: Wieża ratuszowa) is een toren van 70 meter hoogte, die zich bevindt op Rynek Główny in het Historisch centrum van Krakau. Het raadhuis waar de toren onderdeel van maakte is in 1820 vanwege bouwvalligheid gesloopt.

## Geschiedenis

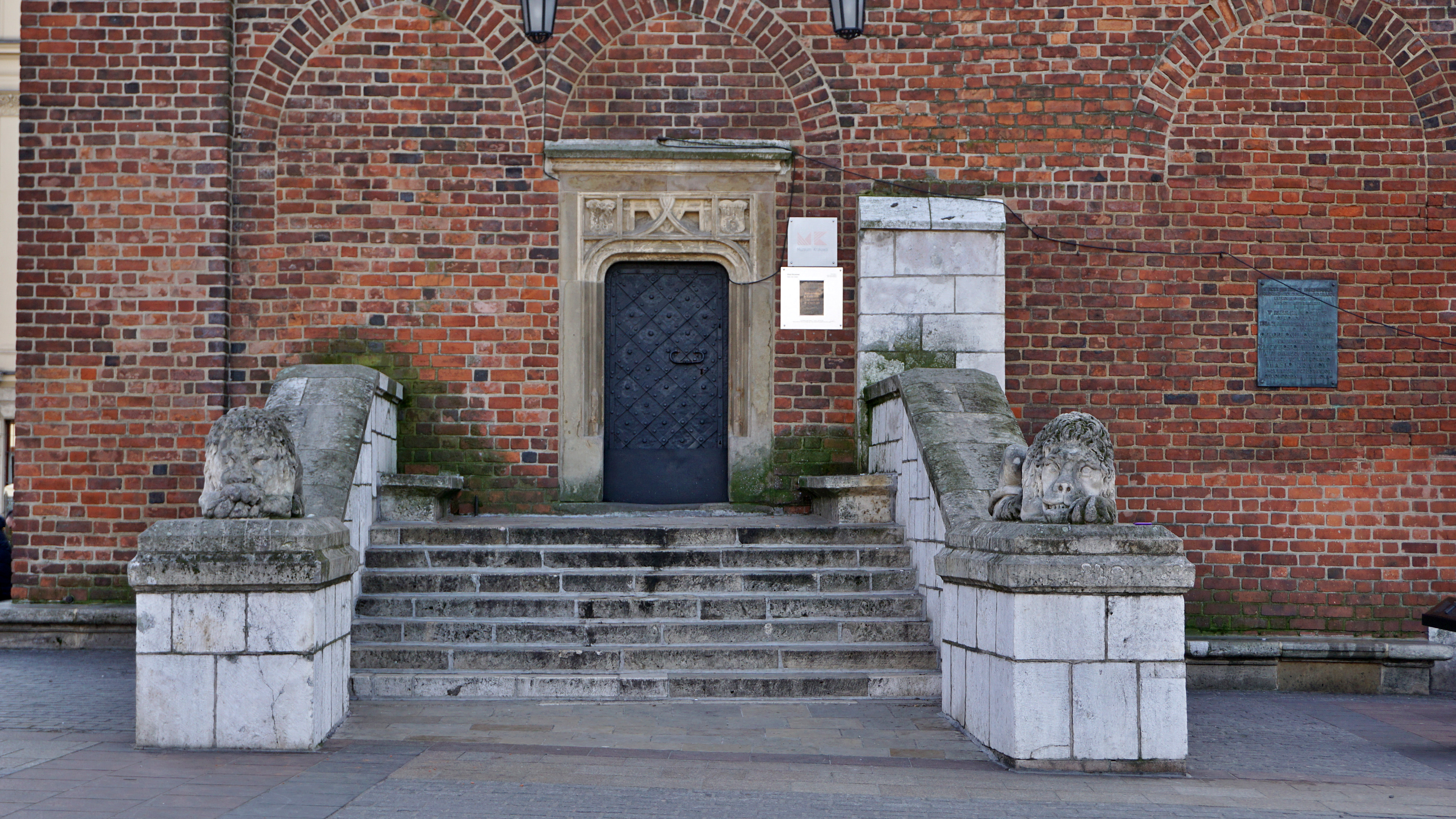
Binnenkomst (2025)

De gotische toren werd van baksteen en steenblokken gebouwd in de 15de eeuw en was onderdeel van het in 1820 afgebroken Raadhuis (Ratusz). De Gotische torenspits werd in 1680 vernietigd door een brand. Rond 1685 werd de spits vervangen door een barokke spits, die echter in 1783 zodanig vergaan was dat aartsbisschop Kajetan Sołtyk deze verving door een kleiner exemplaar. Voor de ingang staan twee beelden van leeuwen, die zijn gemaakt in het begin van de 19de eeuw en in de jaren 60 hier geplaatst zijn. In de toren bevinden zich nog huismerken uit 1444. Ondergronds bevond zich vroeger een gevangenis met martelkamer.
Tegenwoordig is de toren in gebruik door het Historisch Museum.